# 裴文英
裴文英（1930年10月12日—2001年5月30日），越南共和國外交官，律師，曾擔任越南共和國駐中華民國大使館參贊、越南共和國駐瑞士大使等職務。

## 生平
1930年10月12日（一說10月20日），裴文英出生於越南迪石。:12
1953年，裴文英在河內大學獲得律師執照。:121957年，在西貢通過大律師考試畢業。:12
1945年至1957年，裴文英擔任西貢上訴法院律師，1958年至1964年擔任芹苴上訴法院律師。:12
1965年，裴文英出任越南共和國駐美國大使館參贊，1966年至1969年，出任越南共和國駐中華民國大使館參贊。:121970年1月，出任越南共和國駐希臘大使館代辦。:12
1970年至1971年，裴文英出任越南共和國駐瑞士大使館代辦，1972年至1975年，擔任越南共和國駐瑞士大使。:12
2001年5月30日，裴文英在美國維珍尼亞州費爾法克斯逝世。

## 個人生活
裴文英是佛教徒。已婚，有至少七個子女。:12